# 조지아주의 기

조지아 주의 기

조지아의 기는 조지아주의 깃발로, 현재의 기는 2003년에 제정되었다. 미국 남부 지역의 기에 조지아 주의 문장이 첨가된 형태의 기이다.

## 이전의 기

1879년 이전 (비공식)
1879-1902
1902-1906
1906-1920
1920-1956
1956-2001
2001-2003

## 같이 보기
- 미국의 주 문장 목록